# الفرقيطة المدرعة اليابانية هي ياي
«هي ياي» (باليابانية: 比叡) فرقيطة مدرعة يابانية. كانت «هي ياي» الفرقيطة المدرعة الثانية والأخيرة المصنوعة من الحديد من فئة «كونغوو» التي بُنيت للبحرية الإمبراطورية اليابانية في سبعينيات القرن 19 (عقد 1870) هي والفرقيطة المدرعة الأخرى: "كونغوو". وقد بنيت الفرقيطتان في ويلز بالمملكة المتحدة لأن اليابانيين لم يتمكنوا من بناء سفن حربية حديدية في اليابان. أصبحت هي ياي سفينة تدريب عام 1887 وأجرت رحلات تدريبية إلى البحر المتوسط وإلى بلدان مطلة على المحيط الهادئ. عادت السفينة إلى الخدمة الفعلية خلال الحرب الصينية اليابانية الأولى في 1894-1895 حيث أصيبت بأضرار خلال معركة نهر يالو في الصين. شاركت هي ياي أيضا في معركة ويهايوي وفي غزو فورموزا عام 1895. استأنفت السفينة مهامها التدريبية بعد الحرب ولكنها لعبت دورا طفيفا في الحرب الروسية اليابانية في 1904-1905. أعيد تصنيفها وأصبحت سفينة مسح في عام 1906 وتم بيعها للخردة في عام 1912.
لعبت الفرقيطة «هي ياي» والفرقيطة "كونغوو" دورا دبلوماسياً مهماً في العلاقات بين اليابان وتركيا، حين نقلا معاً 69 من الناجين من الفرقاطة العثمانية أرطغرل التي تحطمت على الساحل الياباني، إلى وطنهم في اسطنبول، بتركيا ، فوصلتا في 2 يناير 1891، واستقبل السلطان العثماني عبد الحميد الثاني ضباط السفينتين لشكرهم، ومنحهم الهدايا والنياشين.

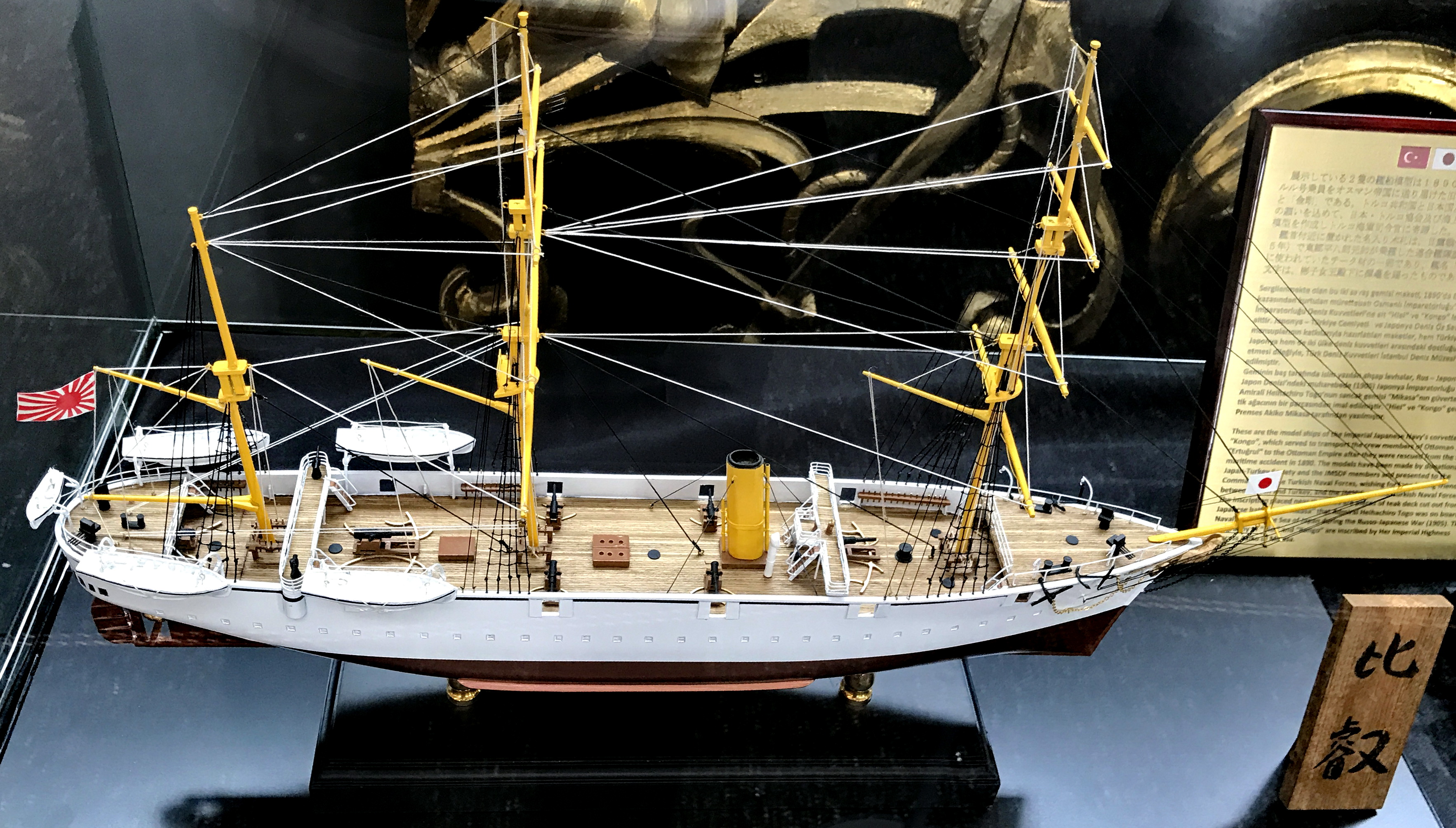
نموذج للفرقيطة المدرعة «هي ياي» التابعة للبحرية الإمبراطورية اليابانية. النموذج موجود بمتحف إسطنبول البحري بتركيا وهو هدية من الجمعية اليابانية-التركية وقوة الدفاع الذاتي البحرية اليابانية، تم تقديمه إلى قائد البحرية التركية في ذكرى إرجاع الناجين من تحطم الفرقاطة العثمانية أرطغرل في اليابان وإيصالهم إلى إسطنبول على متن الفرقاطتين الشقيقتين «كونغوو» و «هي ياي».

## تصميم السفينة
قام المهندس المعماري البحري السير ادوارد ريد (بالإنجليزية: Edward Reed)‏  بتصميم الفرقيطة المدرعة «هي ياي» والفرقيطة المدرعة «كونغوو» لصالح البحرية الإمبراطورية اليابانية، وبنائهما في أحواض بناء السفن البريطانية حيث لم يكن هناك حوض بناء سفن ياباني قادر على بناء سفينة بهذا الحجم.

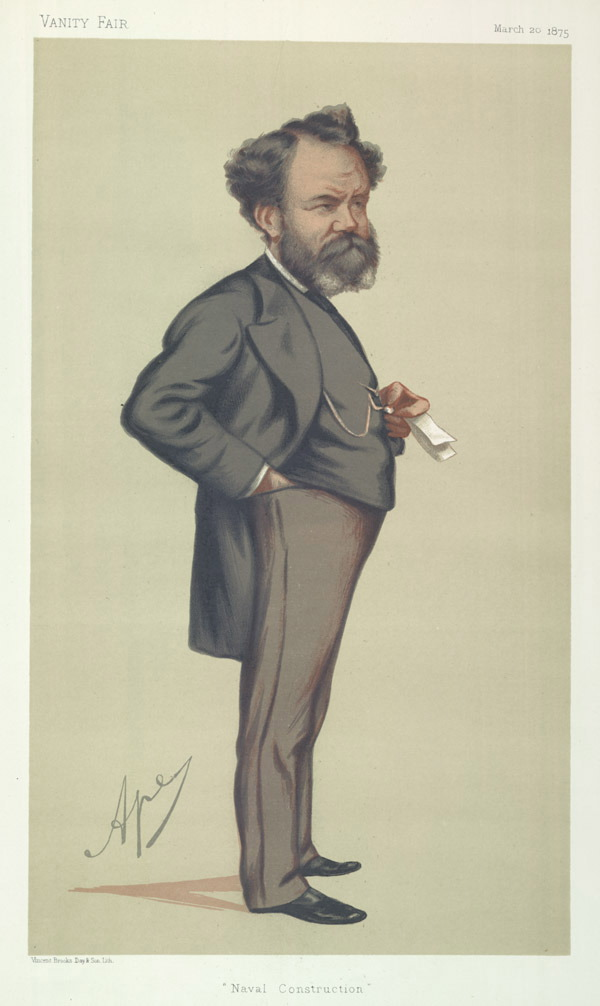
رسم كاريكاتوري للمهندس المعماري البحري السير ادوارد ريد Edward Reed الذي قام بتصميم الفرقيطتان المدرعتان اليابانيتان «هي ياي» و «كونغوو» لصالح البحرية الإمبراطورية اليابانية، واللتان تم بنائهما في أحواض بناء السفن البريطانية، ثم ابحارهما إلى اليابان.

## تاريخ السفينة
تم منح عقد «هي ياي» لشركة ميلفورد هافن لبناء السفن والهندسة في حوض سفن بيمبروك، ويلز، في 24 سبتمبر 1875 بسعر £ 119,600، باستثناء التسليح. تذكر المصادر اليابانية أن تاريخ وضع العارضة الرئيسية (بالإنجليزية: Keel)‏ للسفينة الجديدة «هي ياي» (والذي هو أول عمل يتم لبدء بناء سفينة جديدة) كان في 24 سبتمبر 1875، والذي كان هو نفسه تاريخ منح العقد للشركة الإنجليزية لبناء السفينة. لكن المؤرخ هانز لانجيرير يصف تاريخ وضع العارضة بأنه ضعيف الاحتمال، بحجة أنه لا يوجد أي حوض بناء للسفن سيطلب مقدماً مواداً كافيةً لبدء بناء سفينة جديدة بدون استلام نقد عند اتمام التعاقد.

### التدشين
دُشنت السفينة الجديدة «هي ياي» في 12 يونيو 1877؛ وحطمت ابنة السير ادوارد ريد مصمم السفينة زجاجة شمبانيا على مقدمة السفينة كما هي العادة الغربية التقليدية. سُميت سفينة تيمنا باسم جبل هي ياي في اليابان ، وانتهي العمل بها في فبراير 1878.

### الوصول إلى اليابان
أبحرت «هي ياي» لليابان في 22 مارس تحت قيادة كابتن بريطاني ومع طاقم بريطاني لأن البحرية الإمبراطورية اليابانية لم تكن مستعدة بعد لهذه الرحلة الطويلة. وكان أحد الركاب على متنها هو الأميرال المقبل توغو هيهاشيرو، الذي أكمل لتوه ست سنوات من الدراسة في المملكة المتحدة. وصلت السفينة إلى يوكوهاما في 22 مايو، وعُينت للعمل في منطقة توكاي البحرية بعد شهر.

### الاحتفالات
في 10 يوليو، أقيم احتفال رسمي في يوكوهاما لاستلام السفينة التي حضرها الإمبراطور ميجي وكثير من كبار المسؤولين الحكوميين. وافتتحت السفينة لجولات زيارة من قبل النبلاء وعائلاتهم (كازوكو) والضيوف المدعوين لمدة ثلاثة أيام بعد الاحتفال. وفي 14 يوليو، سُمح للجمهور بجولات في السفينة لمدة أسبوع.

### زيارات الموانئ عبر البحار
خلال عام 1880، زارت «هي ياي» عدة موانئ في الهند وبلاد فارس والخليج العربي وموانئ مختلفة في جنوب شرق آسيا. كما قامت السفينة بزيارات سنوية إلى ميناء إنتشون في كوريا خلال الأعوام من 1881 حتى 1883. تم تعيينها في الأسطول الثابت الصغير في عام 1886 وأصبحت سفينة تدريب في عام 1887 في العام التالي. أبحرت «هي ياي» مع شقيقتها الفرقيطة المدرعة "كونغوو" من شيناغاوا في طوكيو في 13 أغسطس 1889 في رحلة تدريبية إلى البحر المتوسط مع طلاب من الأكاديمية البحرية اليابانية الإمبراطورية، وعادت في 2 فبراير 1890.

### رحلةاسطنبوللإرجاع الناجين من تحطمالفرقاطة العثمانية "أرطغرل"
في 5 أكتوبر 1890 غادرت الفرقيطتان الشقيقتان «هي ياي» و"كونغوو" ميناء شيناغاوا متجهتان إلى ميناء كوبه الياباني لحمل (69) من الناجين من الفرقاطة العثمانية أرطغرل التي تحطمت في اليابان، واستمرتا في الإبحار إلى اسطنبول بتركيا العثمانية وإعادتهم إلى وطنهم ، فوصلوا في 2 يناير 1891، واستقبل ضباط السفينة السلطان العثماني عبد الحميد الثاني لشكرهم ومنحهم الهدايا والنياشين.

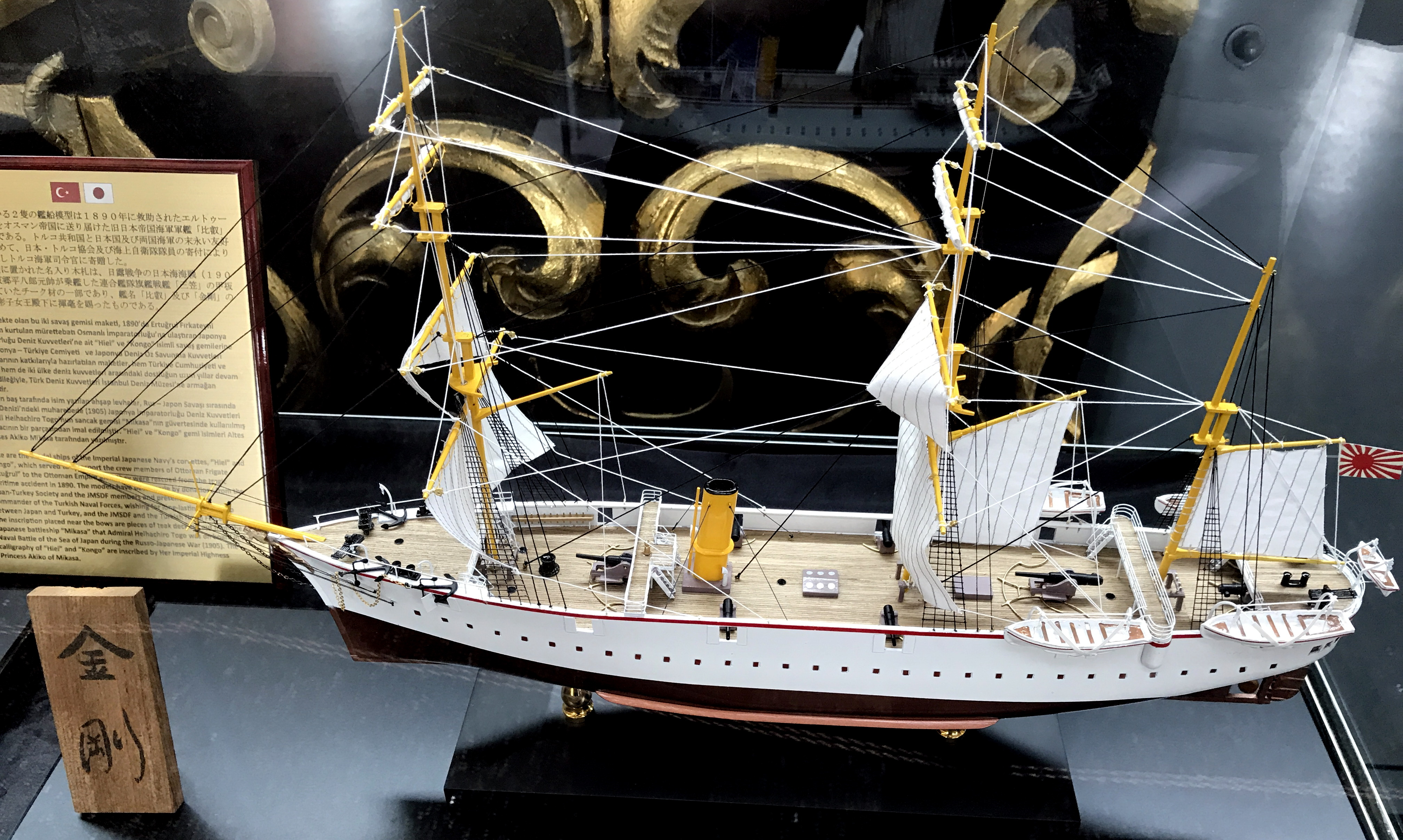
نموذج للفرقيطة المدرعة اليابانية «كونغوو» شقيقة الفرقيطة «هي ياي». النموذج موجود بمتحف إسطنبول البحري بتركيا.

حملت السفن معها فصلاً دراسياً من طلاب البحرية. وفي رحلة العودة، قاموا بزيارة لميناء بيرايوس في اليونان حيث زارهم جورج الأول ملك اليونان وابنه ولي العهد قسطنطين الأول. توقفت السفينتان في الإسكندرية وبور سعيد وعدن وكولمبو وسنغافورة وهونغ كونغ في طريق العودة إلي شيناغاوا في 10 مايو.

### رحلة أستراليا ومانيلا
بدأت «هي ياي» رحلة بحرية أخرى في 30 سبتمبر 1891 وزارت أستراليا ومانيلا قبل عودتها إلى شيناغاوا في 10 أبريل 1892.

### الحرب الصينية اليابانية الأولى
لم تكن السفينة في الخدمة عام 1893، لكنها أعيدت للخدمة قبل بداية الحرب الصينية اليابانية الأولى في عام 1894 ، وتم تعيين «هي ياي» بالأسطول الدائم في 2 يوليو. كانت «هي ياي» آخر سفينة في الخط الياباني خلال معركة نهر يالو في سبتمبر، وقد تضررت بشدة  عندما قرر قائدها المرور عبر الأسطول الصيني بدلا من محاولة مواكبة الأسطول الرئيسي ، فأصبحت السفينة هدفا لمعظم السفن الصينية واضطرت إلى الانفصال عن المعركة لتجنب المزيد من الضرر على السفينة.
انتقلت «هي ياي» إلى أسطول البحر الغربي في 14 أكتوبر، وتم تكليف السفينتان الشقيقتان بالالتحاق بوحدة الإغارة الثانية في ديسمبر للمشاركة في العمليات الحربية ضد ميناء ويهاي الصيني. حضرت السفينتان معركة ويهاي في يناير / فبراير 1895 ، ولكنهما على الرغم من ذلك لم يشهاد أي قتال كبير.
شاركت «هي ياي»في غزو فورموزا (تايوان) في عام 1895، وشاركت في قصف الحصون الساحلية الصينية في تاكو (كاوهسيونغ) في 13 أكتوبر 1895.

### مهامها بعد الحرب
بعد الحرب، تناوبت «هي ياي» رحلاتها التدريبية مع الفرقيطة كونغوو، وأتمت الرحلة البحرية عام 1897 إلى الساحل الغربي لأمريكا الشمالية وهاواي من 13 أبريل إلى 20 سبتمبر وكررت نفس الرحلة البحرية من 14 ديسمبر 1898 إلى 28 أغسطس 1899. وأثناء تلك الرحلة البحرية، في 21 مارس 1898، أعيد تعيين السفينة باعتبارها سفينة دفاع ساحلية من الدرجة الثالثة، على الرغم من أنها احتفظت بواجباتها التدريبية.
أبحرت السفينتان معا في رحلة 1902، وكانت آخر رحلاتهما، إلى مانيلا وأستراليا من 19 فبراير إلى 25 أغسطس.

### الحرب الروسية اليابانية
لعبت «هي ياي» دورا صغيرا في الحرب الروسية اليابانية قبل أن يُعاد تصنيفها كسفينة مسح في عام 1906.

## التقاعد
تم رفع «هي ياي» من قائمة البحرية اليابانية في 1 أبريل 1911 وأمر ليتم بيعها في 21 ديسمبر. التاريخ الدقيق لبيعها غير معروف، على الرغم من أن «منطقة مايزورو البحرية» اليابانية أبلغت عن بيعها في 25 مارس 1912.

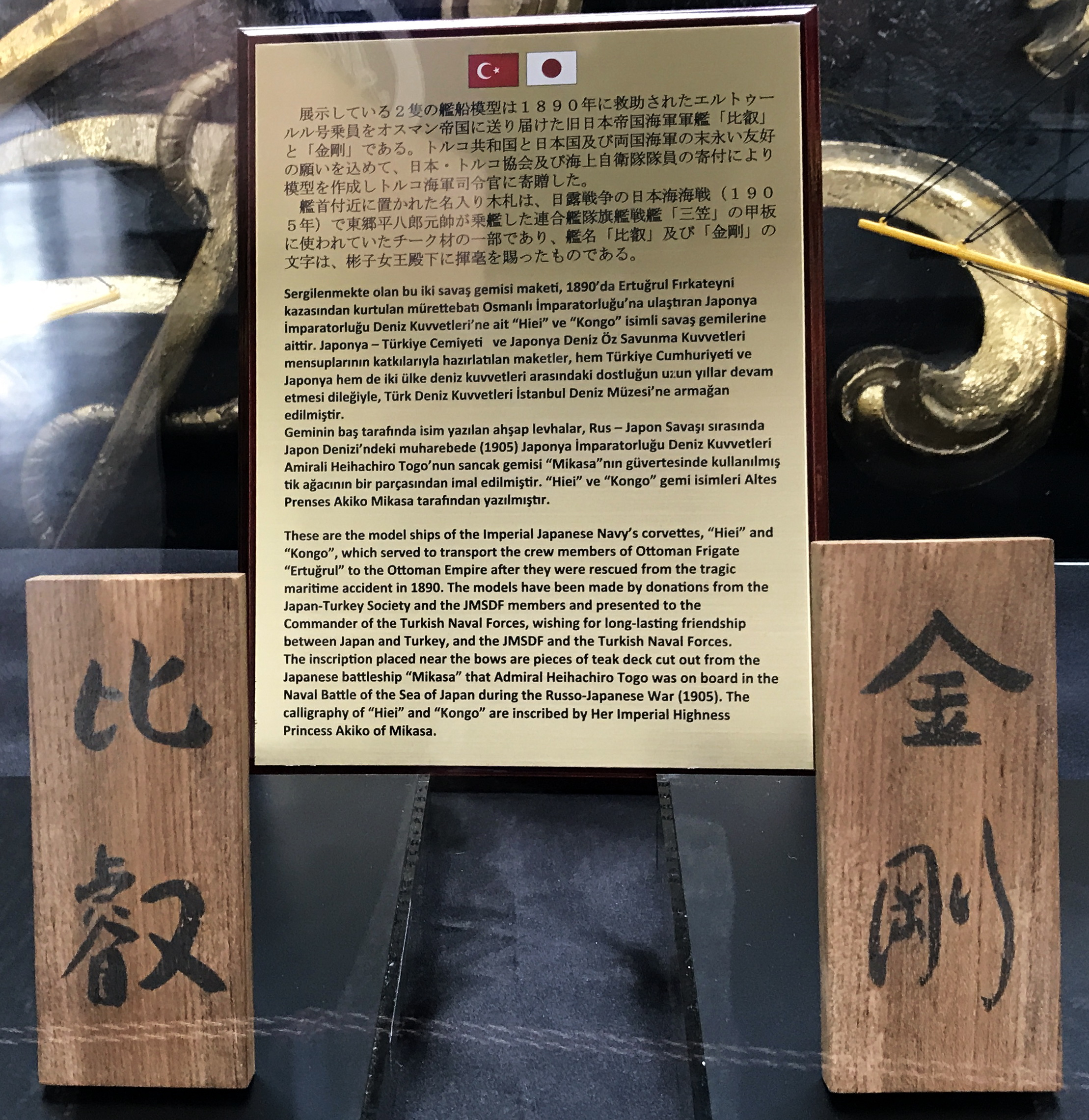
لوحة بمتحف اسطنبول البحري بتركيا، موجودة بين نموذجين للفرقيطتين المدرعتين «كونغوو» و«هي ياي» التابعتين للبحرية الإمبراطورية اليابانية.
قدمت الجمعية اليابانية-التركية وقوة الدفاع الذاتي البحرية اليابانية النموذجين كهدية إلى قائد البحرية التركية في ذكرى ارجاع الناجين من تحطم الفرقاطة العثمانية أرطغرل باليابان وارجاعهم إلى إسطنبول على متن الفرقاطتين الشقيقتين «كونغوو» و«هي ياي» سنة 1891.